# Coco Schwab
Pour les articles homonymes, voir Schwab.
Coco Schwab (américaine, née Corinne Schwab en 1947) est l'assistante personnelle et la confidente de David Bowie des années 1970 à la mort de l'artiste. Elle est une des quatre femmes auxquelles il dédie explicitement une chanson, Never Let Me Down, la qualifiant de « meilleure amie » et reconnaissant qu’elle lui a sauvé la vie quand il sombrait dans la drogue et les désordres mentaux.

## Biographie
Le père de Corinne, Éric Schwab, est un Français né à Hambourg (et mort en 1977). En 1944, il a été un des premiers à prendre des clichés des camps de concentration libérés (dont sa propre mère, juive berlinoise, réchappe), puis a fait carrière dans la photographie de mode et de cinéma. Sa mère est une psychothérapeute française. Le couple vit à New York, où Corinne naît en 1947. 
Corinne entre comme secrétaire chez MainMan, le label de Bowie. Elle est décrite comme brune, sans beauté particulière, qui paraît « un peu plouc » dans le milieu branché du rock. Là, c'est Angie Barnett, l'épouse du chanteur, qui la repère et la recommande à son mari. Elle fait sa rencontre lors d'une fête chez lui, en 1973. Lorsqu'il part aux États-Unis l'année suivante, Bowie l'amène avec lui dans un tour en limousine en Arizona.

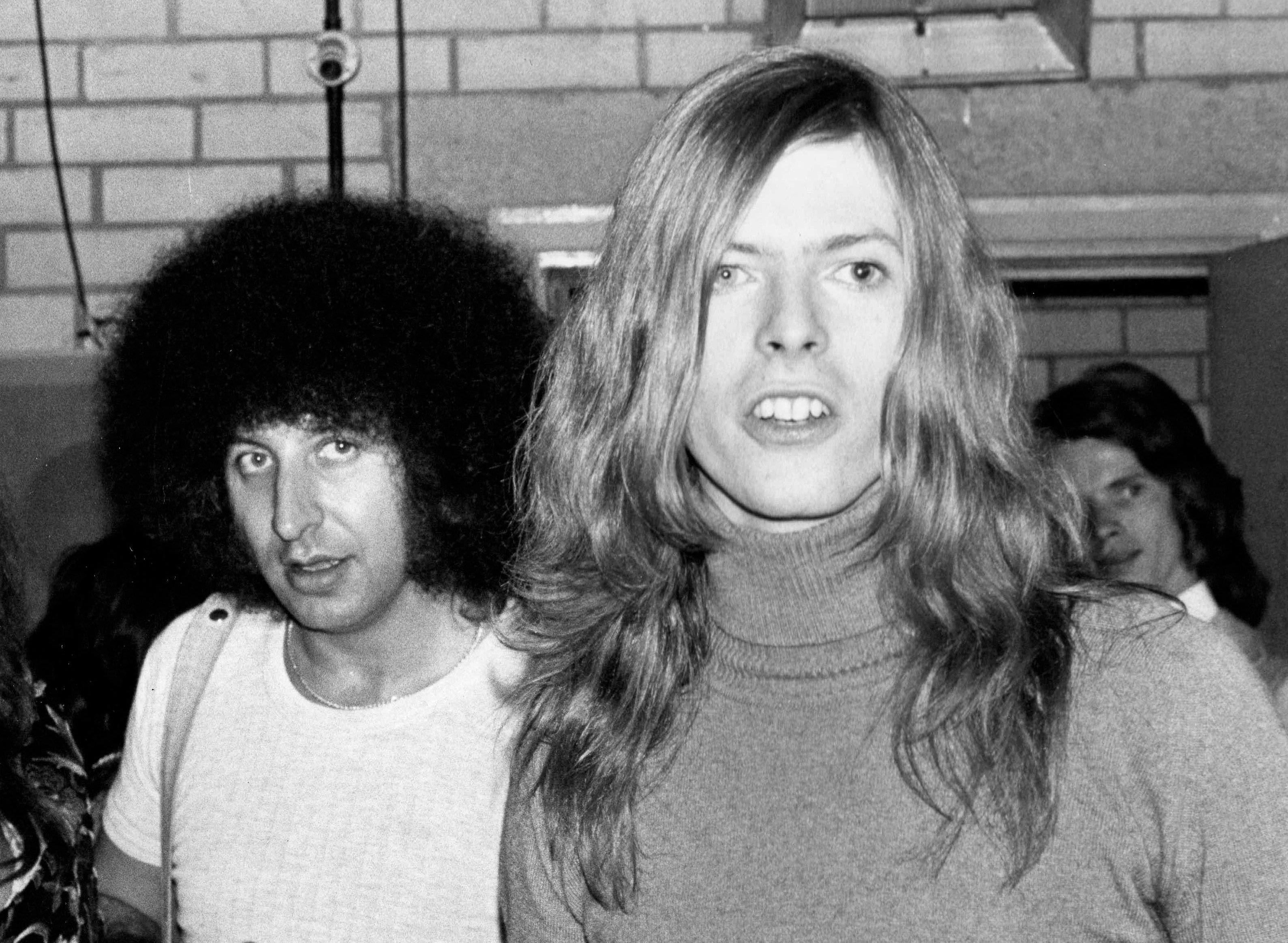
David Bowie avec son imprésario Tony Defries en 1971.

De son rôle officiel de personnal assistant, elle gère sa vie professionnelle mais s'impose aussi rapidement comme protectrice de Bowie contre les intrus et les nuisances extérieures. Elle régente son entourage proche, élimine les parasites, l'aide à se détacher de son manager véreux Tony Defries. Angie dit qu'elle est « le chien de garde, le porte-flingue et la mère de substitution » de Bowie. Elle gère l'intendance, le quotidien, 24 heures sur 24. Personne n'approche le musicien sans son accord, y compris ses maîtresses. Elle l'assiste quand il sombre dans la cocaïne lors de son séjour en Californie, le force à s'alimenter, joue les infirmières. Lors du tournage de L'Homme qui venait d'ailleurs, elle l'isole du reste du monde pour tenter de briser son addiction. Son emprise s'étend même sur Angie, dont la relation avec David se distend à l'époque. En 1976, elle le suit à Berlin, choisissant pour eux un logement de sept pièces au 155 Hauptstrasse comme elle a choisi précédemment ses domiciles de New York et de Los Angeles. Angie somme Bowie de choisir entre Coco et elle et… fait les frais de ce chantage. 
Aux dires de ceux qui les connaissent dans les années 1970, et notamment d'Angie, ils ont probablement été amants. Des rumeurs de mariage circulent même. Coco dit qu'elle « l'a aimé, vraiment aimé » ; David Bowie parlera plus tard d'une amitié « bien au-delà du sexe ». Dans sa biographie du chanteur, Wendy Leigh estime que Coco Schwab a représenté pour Bowie le personnage de la mère aimante, compensant pour lui son éloignement de Peggy Jones (morte en 2001). 
Coco Schwab apparaît en 1974 dans le documentaire sur le chanteur Cracked Actor d’Alan Yentob. Elle est l'auteure des paroles de la version française de "Heroes". 
En 1987, le chanteur lui dédie Never Let Me Down, qu'il qualifie de « probablement la chanson la plus forte en émotion [qu'il ait] écrite sur [ses] sentiments pour quelqu'un », : 
« When I needed soul revival I called your name
When I was falling to pieces I screamed in pain
Your soothing hand that turned me on
A love so real swept over me. »
« Quand j’avais besoin de ressusciter mon âme, j’appelais ton nom.
Quand je me désintégrais, je hurlais de douleur
Ta main appaisante qui m'excitait
Un amour si vrai m’a emporté. »
En 2002, le réalisateur du clip du single Where Are We Now? filme en plan rapproché les visages détourés de David Bowie et d'une femme, sur fond d'images de Berlin. Selon Tony Visconti, Bowie aurait choisi la femme pour sa ressemblance avec Coco Schwab à l'époque de leurs années berlinoises. 
David Bowie dit de Coco Schwab qu'elle est « la seule qui soit restée (son) amie ». « Elle a été la personne la plus importante pour moi au milieu des années 1970. Je vivais comme un dingue, j’ai fait une profonde dépression. Coco a été la seule à me dire quel crétin j’étais et m’a aidé à m’en sortir ».
Jusqu’à la mort de l’artiste elle fait partie du premier cercle autour de lui, à l’égal d’un membre de sa famille proche. Par testament, Bowie lui lègue deux millions de dollars, et l’institue tutrice de sa fille Alexandria alors âgée de 15 ans, au cas où sa mère Iman décéderait.